# 馬尾蜂
馬尾蜂（學名：Euurobracon yokahamae），也稱馬尾繭蜂、长管马尾茧蜂，是繭蜂科的一種寄生蜂。分布範圍包括日本、中國大陸、臺灣、朝鮮半島、印度、寮國與泰國等地，目前被日本神奈川縣列為第二級瀕危物種。在中国则被收录入《有重要生态、科学、社会价值的陆生野生动物名录》。

## 名稱
本種學名的種小名yokahamae可能是發表者Dalla Torre將「橫濱」（Yokohama）一詞拉丁化時產生的拼寫錯誤，有些文獻將本種的種小名記為橫濱的正確拼寫yokohamae，但根據《國際動物命名規約》，本種正式的種小名應為yokahamae。

## 外形
馬尾蜂的體長約1.5-2.5公分，其中雌蜂尾部有相當於體長4-8倍長度的產卵管，為本種的重要特徵，可產卵於白條天牛、栗山天牛等寄主若蟲或蛹的體表。雄蜂的眼較大，呈腎形；雌蜂的眼則較小，呈球形。